# Boxe nos Jogos Pan-Americanos de 2007
O boxe nos Jogos Pan-Americanos de 2007 foi realizado no Pavilhão 2 do Complexo Esportivo Riocentro entre 20 e 28 de julho. Onze categorias de peso foram disputadas.

## Países participantes
Um total de 26 delegações apresentaram participantes nas competições de boxe, totalizando 120 atletas:
| - ARG Argentina (7) - BAH Bahamas (1) - BAR Barbados (2) - BOL Bolívia (1) - BRA Brasil (11) - CAN Canadá (4) - CHI Chile (1) - COL Colômbia (8) - CUB Cuba (11) - ESA El Salvador (2) - USA Estados Unidos (10) - ECU Equador (6) - GRN Granada (1) | - GUA Guatemala (3) - GUY Guiana (2) - HAI Haiti (2) - ISV Ilhas Virgens Americanas (2) - JAM Jamaica (2) - MEX México (7) - NCA Nicarágua (3) - PAR Paraguai (1) - PER Peru (1) - PUR Porto Rico (8) - DOM República Dominicana (9) - TRI Trinidad e Tobago (3) - VEN Venezuela (10) |

## Medalhistas
| Evento                           | Ouro                             | Prata                                       | Bronze                                                              |
| -------------------------------- | -------------------------------- | ------------------------------------------- | ------------------------------------------------------------------- |
| Peso mosca-ligeiro detalhes      | Luis Yáñez USA Estados Unidos    | Kevin Betancourt VEN Venezuela              | Winston Méndez DOM República Dominicana Carlos Ortiz PUR Porto Rico |
| Peso mosca detalhes              | McWilliams Arroyo PUR Porto Rico | Juan Carlos Payano DOM República Dominicana | Yoandry Salinas CUB Cuba Braulio Ávila Juárez MEX México            |
| Peso galo detalhes               | Carlos Cuadras Quiroa MEX México | Claudio Marrero DOM República Dominicana    | James Dean Pereira BRA Brasil Clive Atwell GUY Guiana               |
| Peso pena detalhes               | Idel Torriente CUB Cuba          | Abner Cotto Roman PUR Porto Rico            | Davi Souza BRA Brasil Orlando Rizo NCA Nicarágua                    |
| Peso leve detalhes               | Yordenis Ugás CUB Cuba           | Éverton Lopes BRA Brasil                    | Luis Rueda ARG Argentina José Pedraza González PUR Porto Rico       |
| Peso meio-médio-ligeiro detalhes | Karl Dargan USA Estados Unidos   | Jonathan González PUR Porto Rico            | Myke Carvalho BRA Brasil Inocente Friss CUB Cuba                    |
| Peso meio-médio detalhes         | Pedro Lima BRA Brasil            | Demetrius Andrade USA Estados Unidos        | Ricardo Smith JAM Jamaica Diego Chaves ARG Argentina                |
| Peso médio detalhes              | Emilio Correa CUB Cuba           | Argenis Núñez DOM República Dominicana      | Glaucélio Abreu BRA Brasil Carlos Góngora ECU Equador               |
| Peso meio-pesado detalhes        | Eleider Álvarez COL Colômbia     | Yuciel Nápoles CUB Cuba                     | Julio Castillo ECU Equador Christopher Downs USA Estados Unidos     |
| Peso pesado detalhes             | Osmay Acosta CUB Cuba            | José Payares VEN Venezuela                  | Rafael Lima BRA Brasil Jorge Quiñónez ECU Equador                   |
| Peso superpesado detalhes        | Robert Alfonso CUB Cuba          | Óscar Rivas COL Colômbia                    | Didier Bence CAN Canadá Antônio Nogueira BRA Brasil                 |

## Quadro de medalhas
| Ordem | País                     | Medalha de ouro | Medalha de prata | Medalha de bronze |    |
| ----- | ------------------------ | --------------- | ---------------- | ----------------- | -- |
| 1     | CUB Cuba                 | 5               | 1                | 2                 | 8  |
| 2     | USA Estados Unidos       | 2               | 1                | 1                 | 4  |
| 3     | PUR Porto Rico           | 1               | 2                | 2                 | 5  |
| 4     | BRA Brasil               | 1               | 1                | 6                 | 8  |
| 5     | COL Colômbia             | 1               | 1                |                   | 2  |
| 6     | MEX México               | 1               |                  | 1                 | 2  |
| 7     | DOM República Dominicana |                 | 3                | 1                 | 4  |
| 8     | VEN Venezuela            |                 | 2                |                   | 2  |
| 9     | ECU Equador              |                 |                  | 3                 | 3  |
| 10    | ARG Argentina            |                 |                  | 2                 | 2  |
| 11    | CAN Canadá               |                 |                  | 1                 | 1  |
| 11    | GUY Guiana               |                 |                  | 1                 | 1  |
| 11    | JAM Jamaica              |                 |                  | 1                 | 1  |
| 11    | NCA Nicarágua            |                 |                  | 1                 | 1  |
| TOTAL | TOTAL                    | 11              | 11               | 22                | 44 |